# Cayley Glacier
Cayley Glacier är en glaciär i Antarktis. Den ligger i Västantarktis. Argentina, Chile och Storbritannien gör anspråk på området. Cayley Glacier ligger 680 meter över havet.
Terrängen runt Cayley Glacier är kuperad västerut, men österut är den bergig. Trakten är obefolkad. Det finns inga samhällen i närheten.